# 'A CUBE' FOR SEASON BLUE
〈'A CUBE' FOR SEASON # BLUE〉(에이큐브 포 시즌 블루)는 4계절을 테마로 한 'A CUBE' FOR SEASON 프로젝트의 3번째 싱글이며, 2013년 5월 31일에 발매된 싱글이며, 허각과 에이핑크의 정은지가 콜라보레이션으로 불렀다.

## 개요
- 사계절 중 여름을 테마로한 싱글이다.[1]

## 수록곡
1. 짧은 머리
  - 작사 · 작곡: 이단옆차기, 편곡: The Channels